# Lexikologie
Die Lexikologie (auch: Wortlehre, Wortkunde, Wortschatzuntersuchung) ist innerhalb der Linguistik die Theorie vom Lexikon im Sinne von Wortschatz. Sie wird definiert als „Theorie und Praxis der Strukturierungen im Wortschatz“.

## Definition
Aufgabe der Lexikologie ist es, Wortschatzaufbau, lexikalische Zeichen (Morpheme, Wörter, Phraseologismen), Bedeutungen, ihre Regeln, Zusammenhänge und Strukturen, ihren Gebrauch, ihre Verarbeitung und ihre Aufgaben sowohl innerhalb einer Sprache (spezielle Lexikologie) als auch sprachvergleichend (allgemeine Lexikologie) und geschichtlich (historische Lexikologie) zu untersuchen und zu beschreiben.  Es geht um die interne Bedeutungsstruktur sprachlicher Ausdrücke und um die Zusammenhänge zwischen einzelnen Wörtern (Lexemen). Unterschieden wird die lexikalische Morphologie und die lexikalische Semantik. Grundlegende Einheit der Lexikologie ist das Wort mit seiner Form- und Inhaltsseite.

## Aufgaben
Das Wort ist Teil des Wortschatzes, der wiederum ein Teil der Sprache ist. Der Wortschatz ist strukturiert, diese Struktur ist durch den kommunikativen Gebrauch geprägt. Die Lexikologie stellt sich als Aufgabe, Einheiten, Strukturen und Regeln des Wortschatzes zu bestimmen und zu beschreiben. Dazu gehört, Inhalt, Form und Gebrauchsaspekte der Wörter zu untersuchen wie auch ihre Beziehungen untereinander, inhaltlich (Polizei - Gefängnis - fangen; Samstag - Sonnabend; Tier - Hund), formal (fangen - Gefängnis - Gefängniszelle) und verwendungsbezogen (Gefängnis - Knast; Polizist - Bulle). Neben den Beziehungen zwischen einzelnen Wörtern ist auch der Wortschatz gegliedert, in Dialekte, Soziolekte oder Fachsprachen. Die Lexikologie versucht, dieses System und seine Untersysteme zu beschreiben, auch vergleichend mit anderen Sprachen. Eine weitere Dimension bildet die Zeit und damit die Veränderung von Wörtern und Wortschätzen. Manche Begriffe veralten und gehen verloren (Archaismen, Base, Oheim, Lenz), neue kommen hinzu (Neologismen, Corona, googeln) oder verändern sich in Gebrauch und Bedeutung (Maus für den Computer, Weib als Beleidigung).
Einige zentrale Fragestellungen, die in der Lexikologie eine Rolle spielen, sind: Wie ist ein Wortschatz aufgebaut, welche internen Strukturierungsmöglichkeiten gibt es und sind diese für alle Sprachen gleich? Welche Erhebungsmöglichkeiten für die Untersuchung von Wortschätzen stehen zur Verfügung? Wie unterscheiden sich die Wortschätze einzelner Varietäten und Register? Wie hängen die Unterschiede mit Sprecherintentionen zusammen (Werbetexte vs. Zeitungstexte)? Wie und warum verändern sich Wortschätze?

## Historische Aspekte
Die Auseinandersetzung mit Wörtern war zunächst philosophisch ausgerichtet (Platon, Aristoteles), im Mittelalter eher theologisch, um Erkenntnisse zu Gott, Glauben und der Stellung des Menschen innerhalb der Schöpfung aus Bibeltexten zu gewinnen. Die Ausdehnung von Verkehr und Handel führte zu neuen Aufgaben. Es galt, Wörter zu übersetzen und sie terminologisch zu sichern. Im 18./19. Jahrhundert bildeten sich die Philologien heraus und damit auch andere Interessen an Sprache(n). Die Wörter bilden immer mehr die Grundlage theoretischer Überlegungen zu Sprachbau, Sprachursprung und Sprachverwandtschaft. Der Gedanke, dass ein Wort auch Teil eines Wortschatzes sein kann, entwickelt sich allmählich. Erst im Laufe des 20. Jahrhunderts kommt es zu einer selbstständigen sprachwissenschaftlichen Wort- und Wortschatzforschung, der Lexikologie.
Die zwar bereits in der Renaissance zutage tretende, aber erst seit den 1950er Jahren innerhalb der Linguistik eigenständig existierende Disziplin untersucht die Bestandteile einer Sprache (spezielle Lexikologie) oder von Sprache allgemein (allgemeine Lexikologie) und versucht, zwischen den einzelnen lexikalischen Bestandteilen (das sind Morpheme, Wörter und feste Wortgruppen) Beziehungen und Regeln festzustellen. Im Rahmen der Quantitativen Linguistik hat sich die Quantitative Lexikologie etabliert, die versucht, die Gesetzmäßigkeiten von Struktur und Wandel des Lexikons (zum Beispiel das Martinsche Gesetz) und seiner Verwendung in Texten zu erforschen.

## Verwandte Disziplinen
Im Rahmen der historischen Lexikologie wird die Geschichte eines Lexems (Etymologie) auch innerhalb eines Wortschatzbereichs untersucht. Bei den Tierbezeichnungen etwa bezog sich noch bei Luther Tier nur auf wildlebende vierbeinige Tiere, nicht auf Vögel, Schlangen oder Fische. Für Haustiere gab es den Begriff Vieh. Der Bedeutungswandel lässt sich am besten innerhalb des gesamten Wortfeldes für Tiere beobachten, offenbar aufgrund der sich immer mehr verbreitenden Einsicht, dass weniger die Eigenschaft "vierfüßig schreitend", sondern atmen ausschlaggebend war. In der sprachvergleichenden (allgemeinen) Lexikologie lassen sich unterschiedliche Entwicklungen von Wörtern und Wortschätzen, aber auch lexikalische Lücken erkennen. Das Englische unterscheidet Schnecken mit und ohne Haus lexikalisch (slug, snail), im Deutschen ist dieser Unterschied offenbar nicht so relevant. Das Portugiesische hat, wie das Deutsche im Fall von Kind für Tochter und Sohn und Eltern für Mutter und Vater, jeweils einen zusammenfassenden Begriff für Onkel und Tante und für Nichte und Neffe, der im Deutschen hinwiederum keine Entsprechung hat.
Die Onomasiologie (Bezeichnungslehre) ist die bereits etwas ältere Disziplin, die von den Dingen bzw. Konzepten ausgeht und die dazugehörigen Wörter betrachtet, meist im Rahmen von Dialektuntersuchungen. Demgegenüber beschäftigt sich die Semasiologie ausgehend von den Wortformen mit den dazugehörigen Bedeutungen. Beide Begriffe werden in neueren Arbeiten aufgegeben zugunsten von Semantik und nur noch im Zusammenhang mit den beiden Betrachtungsweisen gebraucht. Auf der Formseite sind Wortbildung und Phraseologie für die Lexikologie relevant, die sich mit der morphologischen Struktur von Wörtern bzw. Phraseologismen beschäftigen, und zwar mit zusätzlichen Perspektiven: Position eines Ausdrucks im Wortschatz und kommunikative Bedürfnisse der Sprecherinnen und Sprecher, die Wörter verwenden, schaffen und vergessen. Somit spielen auch Fragen von Frequenz, Produktivität, Regelkonformität, Ökonomie oder Sprachstrategie sowie die Gründe für Veränderungen bei der Betrachtung eine Rolle.
Eine der wichtigsten Nachbardisziplinen der Lexikologie ist die Lexikographie. Als selbstständiger Forschungsbereich beschäftigt sie sich mit anderen Aufgaben und Fragestellungen als die Lexikologie, und zwar mit der Erstellung von Wörterbüchern, ihrer Klassifikation, Beschreibung und Geschichte. Für sie stehen Aspekte und Definitionen von Wörtern im Mittelpunkt, die ihre Aufnahme im Wörterbuch als Wörterbucheintrag rechtfertigen. Daraus ergeben sich Überschneidungen mit der Lexikologie. Sie greift dabei auf lexikologische Ergebnisse zurück beziehungsweise liefert neue Informationen zur lexikologischen Untersuchung. Überschneidungen ergeben sich auch mit der kognitiven Lexikologie und psycholinguistischen Fragestellungen zum mentalen Lexikon. Sie beziehen sich auf Spracherwerb, Mehrsprachigkeit, Verarbeitung und Verlust von Wörtern. Mithilfe von Experimenten und Beobachtungen sollen Erkenntnisse zu Aufbau und Struktur von Wortschätzen im mentalen Speicher des Menschen gewonnen werden, etwa, wie das mentale Lexikon aufgebaut wird, ob es für mehrere Sprachen auch mehrere Wortschatzbereiche gibt bzw. wie sie zusammenhängen, welche Rolle Häufigkeiten für Erwerb und Verarbeitung spielen und ob es Zusammenhänge zu anderen kognitiven Bereichen gibt. Gerade für Erkenntnisse zur Bedeutungsstruktur eines Wortes und für Relationen zwischen Bedeutungen wirken sich psycholinguistische Beobachtungen auf die linguistische Theoriebildung aus, wie das Beispiel der Prototypensemantik zeigt.
Die Onomastik oder auch Namenkunde ist mittlerweile eine eigenständige Disziplin. Sie hat sich auf die Betrachtung von Eigennamen für Personen, Gewässer, Städte etc. spezialisiert. Vorgehensweisen, Forschungsmethoden und Aufgaben von Onomastik und Lexikologie sind vergleichbar. Überschneidungen ergeben sich durch den Untersuchungsgegenstand, wenn aus einem "normalen" Lexem (Appellativum) ein Eigenname wird wie bei Familiennamen (Müller, Bäcker, Schneider) oder Produktnamen (Kinderschokolade) oder umgekehrt (Röntgen, Volt; Tesa für alle durchsichtigen Klebestreifen).
Sowohl die lexikalische Morphologie als auch die (Derivations-)Morphologie untersuchen formal die zusammengesetzten und abgeleiteten Wörter.